# نقاشی دیواری

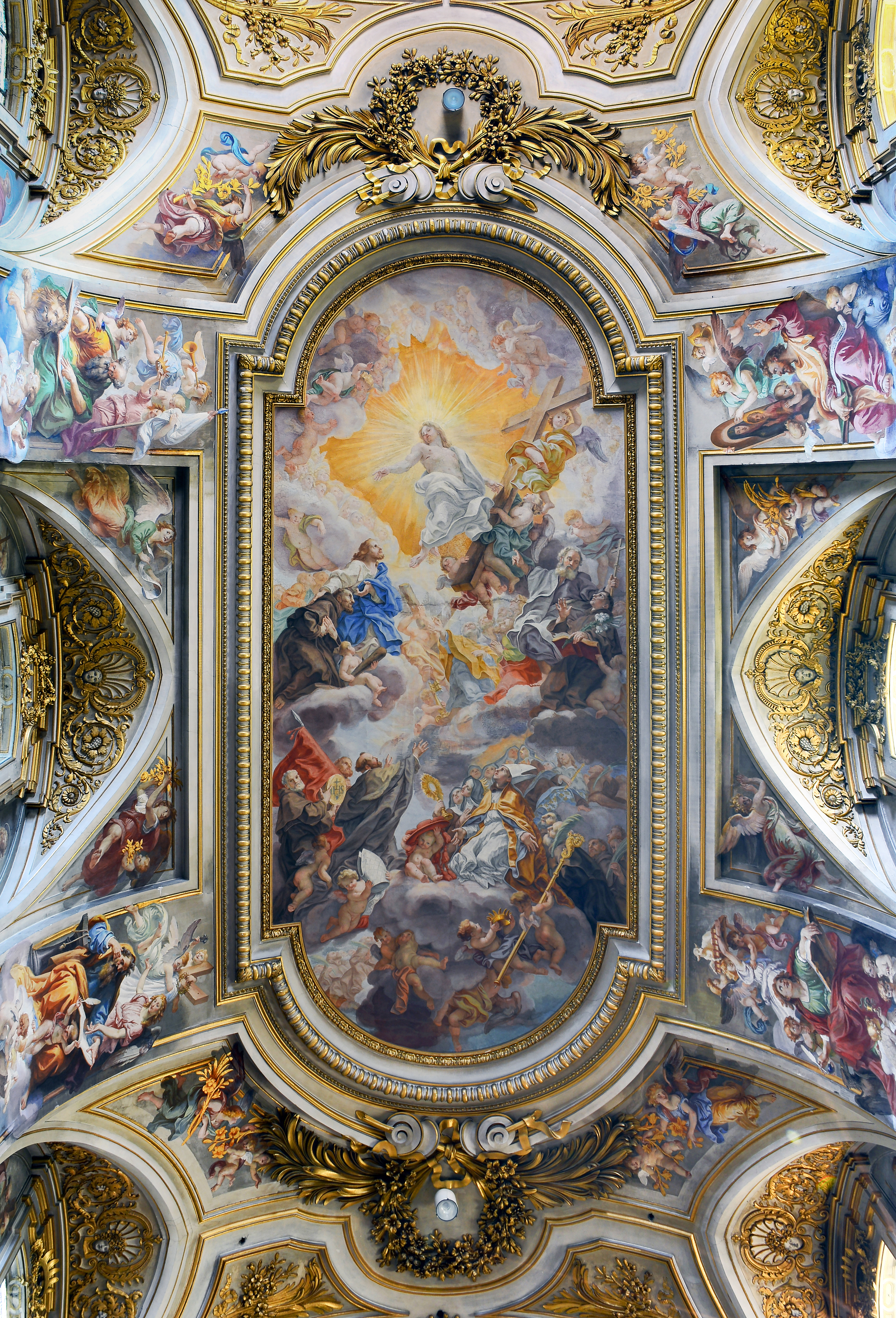
نگاره‌ای از نقاشی دیواری بر سقف بازیلیکای سانتی آپوستولیدر شهر رم، ایتالیا.

نقاشی دیواری (به انگلیسی: Mural) به نقاشی‌هایی گفته می‌شود که بر روی دیوار داخلی خانه‌ها جهت تزئین و تلطیف فضای آن کشیده می‌شوند. به اعتقاد برخی، این نگاره‌ها در شکل‌گیری اعتراضات مدنی و قیام‌های گسترده نقش کلیدی داشته‌اند، از سوی دیگر برخی به ایجاد حالت آرامش برای شهروندان از طریق اجرای نقاشی‌دیواری اشاره می‌کنند. گاهی همین مسائل بحث‌برانگیز باعث پاک‌شدن چنین آثاری از دیوارهای شهر یا اماکن مربوط به آن می‌شوند

## تاریخچه
هزاران سال پیش، انسان نخستین تصویر حیواناتی را که برای احتیاجات خود شکار می‌کرده و تصاویر آن‌ها را بر دیواره محل سکونتشان، یعنی در انتهای صخره غار نقاشی می‌کردند. آنان با اجرای اعمالی چون مراسم حمله به آن تصاویر، انگیزه خود را برای شکار فردایشان بالا می‌بردند.

دراین باره هلن گاردنر، محقق و تاریخ‌نویس معاصر چنین می‌گوید: 
شکارگر هنرمند آن روزگار، غالباً از سطوح نامنظم وطبیعی دیوارهای غار، برجستگی‌ها، فرورفتگی‌ها، شکاف‌ها و لبه‌های تیز آن‌ها برای ایجاد تصویر حضور واقعی شکل‌های خود درآنجا به طرز ماهرانه‌ای استفاده می‌کرده‌است. از برآمدگی دیوار می‌توانسته‌است درچارچوب خطوط کناری یک گاو وحشی مهاجم برای نشان دادن بزرگی بدن این جانور استفاده کند.
جالب توجه‌ترین آثار نقاشی دیواری مربوط به دوره پارینه سنگی با قدمتی حدود ۳۰ هزار سال مربوط به غارهای آلتامورا واقع در شمال اسپانیا و غارهای لاسکو واقع در جنوب فرانسه است.

## نقاشی دیواری در ایران

### دورهٔ نوسنگی

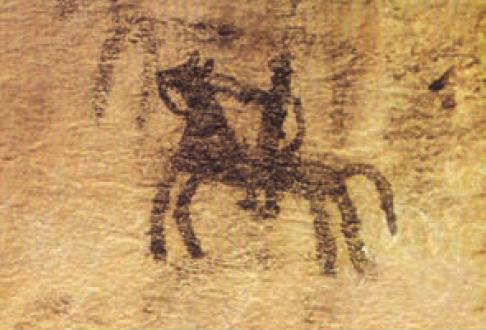
دیوارنگاره اسب سوار واقع در غار دوشه، لرستان

قدیمی‌ترین آثار نقاشی یافت شده در ایران مربوط به دوران نوسنگی حدود ۸ هزار سال قبل از میلاد بوده که بر صخره‌های غار دوشه و در دره میرملاس در منطقه کوهدشت استان لرستان است. این صخره نگاره‌ها صحنه‌های رزم و شکار با تیر و کمان و حیواناتی چون اسب، بزکوهی و سگ را نشان می‌دهد که به شیوه‌ای ساده و ابتدایی و با ترکیبات مواد رنگی قرمز اخرایی، سیاه و اندکی زرد از سوی انسان‌های غارنشین با انگیزه اعتقادات جادویی آن منطقه کار شده‌است.

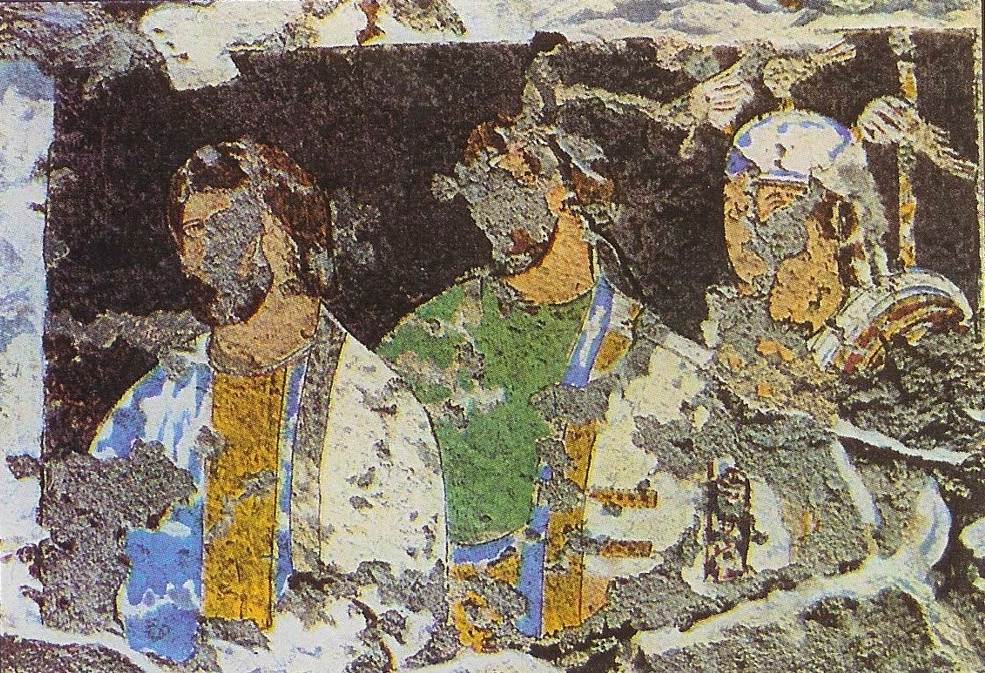
دیوارنگاره کوه خواجه، دوره ساسانیان، سیستان و بلوچستان

### دورهٔ پیش از اسلام
قدمت اعتلای این هنر در تاریخ ایران، به دورهٔ ساسانیان برمی‌گردد. بر اساس پژوهشی که پیرامون نقاشی دیواری در دپارتمان نقاشی دانشگاه تهران صورت گرفته‌است، موضوع نقاشی دیواری ایرانِ قبل از اسلام به عنوان موضوع معرفی شده‌است که کمی مهجور مانده و کمتر بدان پرداخته شده‌است. در چکیدهٔ این پژوهش چنین آمده‌است:
چنانچه هرگاه در باب نقاشی ایران سخنی به میان می‌آید، ذهن همگان معطوف به نگارگری‌ها و تصویرسازی کتب بعد از اسلام و به خصوص دوران تیموری تا قاجار می‌شود. در حالی که شواهد نشان می‌دهد که در ایران، نقاشی دیواری، بسیار کهن تر از تصویرگری کتاب بوده و در دوران کهن، نقاشی دیواری بیشترین اهمیت را در میان سایر هنرهای تصویری و تجسمی دارا بوده‌است. حال آنکه پس ازاسلام و به خصوص بعد از استیلای مغولان در ایران، اهمیت آن کمتر و در مقایسه با تصویرسازی کتاب، کمرنگ تر جلوه نمود. در حالی که اصل و ریشه سنت تصویری نقاشی ایران، که به صورت شیوه‌ای خاص درآمد وتا به امروز هویت خود را حفظ کرد، و ما آن را تحت عنوان سنت نقاشی ایرانی می‌شناسیم، همین دیوارنگاری‌ها و نقاشی‌های دوران باستان و به ویژه دو دوره مهم و تأثیرگذار اشکانی و ساسانی می‌باشند.
او در این پژوهش سعی نموده تا ابتدا به معرفی این دیوارنگاره‌ها و سپس به بررسی از جهات تاریخی، جغرافیایی، شرایط فرهنگی و جامعه شناختی، همچنین تأثیرپذیری از سایر هنرها و تأثیرگذاری بر هنرهای دوران پس از خود، مورد بررسی قرار گرفته و تعدادی از آن‌ها را با هدف شناخت نقاشی و به خصوص دیوارنگاره‌های ایران باستان (اشکانی و ساسانی) چه از لحاظ تاریخی و تأثیرات فرهنگی و چه به لحاظ ساختارهای زیبا شناختی از لحاظ ساختاری تجزیه و تحلیل می‌نماید.

### نقاشی دیواری دورهٔ قاجار
جستار اصلی: مکتب نقاشی  قاجار

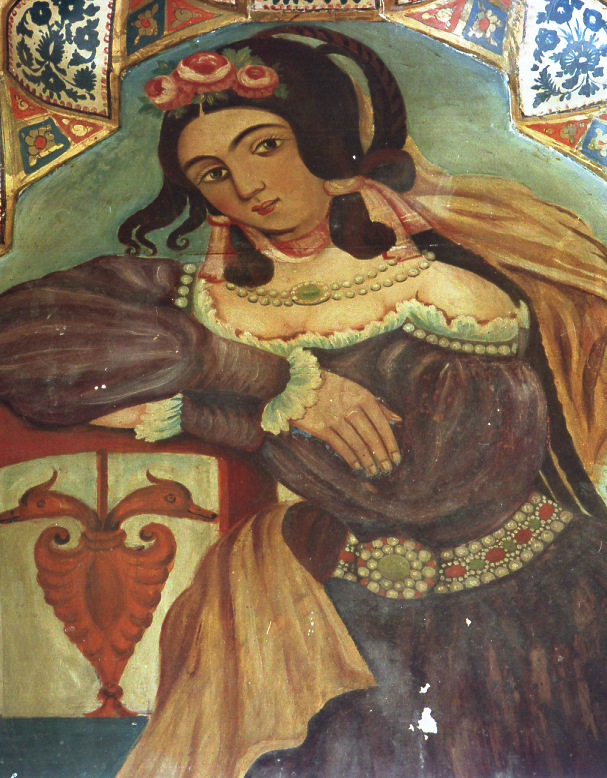
نقاشی صحن اصلی خانه دکتر حریری، تبریز.

هنر دوره قاجار از ارزش‌های گوناگونی برخورداراست که در پژوهش‌های تاریخ هنر ایران کمتر به آن پرداخته شده‌است. نقاشی‌های دیواری دوره قاجار ادامه سنت تصویری نقاشی دیواری دوره صفویه و زندیه است. عبدالله خان از نقاشان خاصهْ فتحعلیشاه بود و از او تک چهره می‌کشید. او دیوارنگاره‌ای عظیم از مراسم سلام نوروزی فتحعلی‌شاه در تالار بارعام کاخ گلستان کشیده که اکنون از بین رفته‌است. عبدالله خان معمارباشی و نقاش‌باشی در بار فتحعلی‌شاه و ناصرالدین شاه بود و در بین سال‌های ۱۲۲۵–۱۲۶۶ق فعالیت داشت.

### نقاشی دیواری دوران انقلاب ۵۷
جنبش نقاشی دیواری یکی از صادق‌ترین جلوه‌های هنر انقلاب اسلامی است که بر اساس ایمان و ارتباط با مردم ساختار زیباشناختی خود را جستجو کرد. در این جستجو گرچه به ساختاری تکراری و وام گرفته همانند دیگر بخش‌های هنرهای تجسمی روی آورد؛ لکن این جریان تلاش داشت با بیانی ساده مبانی دینی و ملی خود را در قالب یک زبان تجسمی بیان کند.